# Cementiri de San Isidro
El cementiri de San Isidro, en el districte de Carabanchel, Madrid, fou construït com a ampliació del Cementiri de la Sacramental de San Pedro y San Andrés, i en l'actualitat rep el nom complet de Cementiri de la Sacramental de San Isidro, San Pedro y San Andrés. És propietat de l'Arxiconfraria del Santísimo Sacramento, San Isidro Labrador y Ánimas del Purgatorio. Situat darrere de l'ermita de San Isidro sobre l'anomenat Cerro de las Ánimas, en l'entorn de l'actual Via Carpetana, pel davant dona a l'avinguda de l'ermita del Sant. És catalogat com a bé d'interès cultural en la categoria de conjunt històric. Aquest cementiri és el lloc de descans de molts espanyols cèlebres, com artistes, polítics o poetes.
Dels set patis que conformen el cementiri els tres més antics són també els tres més interessants des del punt de vista històric. Aquests són de planta rectangular, de forma claustral, en la qual es troben els nínxols, que és la part més sòbria. El més antic dels patis és el de San Pedro (1811), dissenyat per Rafael Isidoro de Hervías, s'hi poden trobar les sepultures d'Antonio Fraseri (metge de Ferran VII d'Espanya), de Bernardo Conde (director de la Fàbrica de Ceràmica del Buen Retiro), Campomanes i la família Madrazo. També des d'aquest pati hi ha unes panoràmiques espectaculars de la ciutat.
Al pati de San Andrés de 1829 i obra de José Llorente, descansen entre altres el general Diego de León i el comte de Toreno. El pati de San Isidro és obra de José Alejandro Álvarez construït en 1842 i hi descansen personatges com Leandro Fernández de Moratín, Ramón de Mesonero Romanos, Antoni Maura i Montaner, José Canalejas y Méndez, Consuelo Bello («la Fornarina»), Manuel Montes de Oca i Miguel Boyer entre d'altres.
A mitjan segle xix va caldre una nova ampliació, construint-se el pati de la Concepción, d'estructura neoromana de columnates i torrasses, que tanca un formidable conjunt de panteons amb tots els estils del segle XIX.

## Història
El cementiri se situa en el marge dret superior del riu Manzanares, entre els ponts de Segòvia i Toledo. La Sacramental de San Pedro y San Andrés fou el segon que es va construir en 1811. L'ermita, la Sacramental i els terrenys adjacents van ser confirmats en la seva possessió a la Sacramental pel rei Ferran VII en 18 de setembre de 1814.
Durant el segle XIX es va convertir en el cementiri de la noblesa de Madrid, el preferit per l'aristocràcia, els polítics, els grans burgesos i els artistes, la qual cosa ens ha llegat, entre els seus set patis, un conjunt de panteons de gran qualitat arquitectònica i artística dins del monument funerari. Els arquitectes i els artistes empraven tots els recursos disponibles, enriquint els seus treballs amb elements escultòrics i la presència d'oficis artístics de pedreria, forja, vidrieres i esmalts. entre els arquitectes es troba Arturo Mélida y Alinari. Entre els seus artistes es troba l'escultor català Agustí Querol i Subirats. Essent considerat un dels cementiris més interessants d'Europa.